# 裕泰興

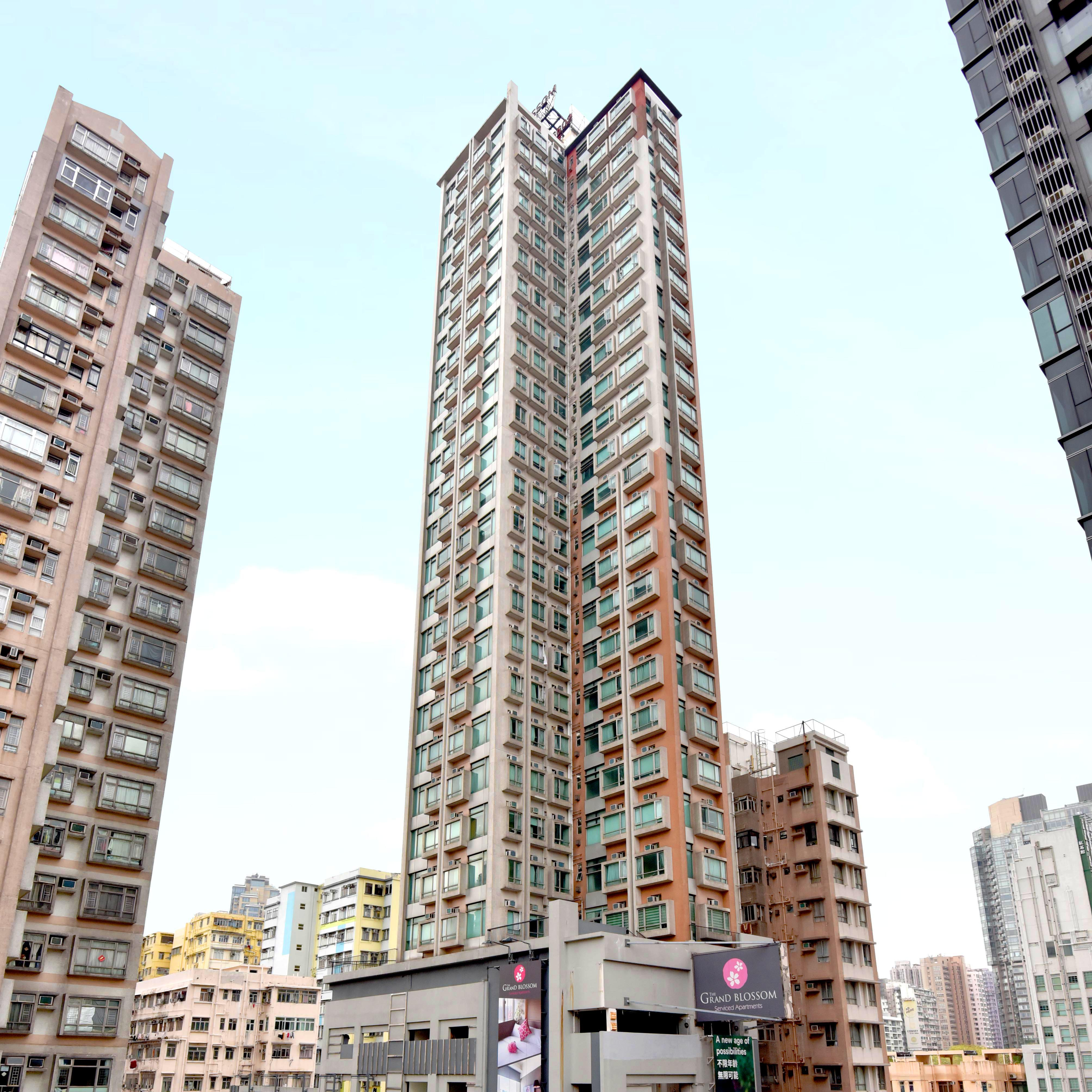
紅磡服務式住宅Grand Blossom

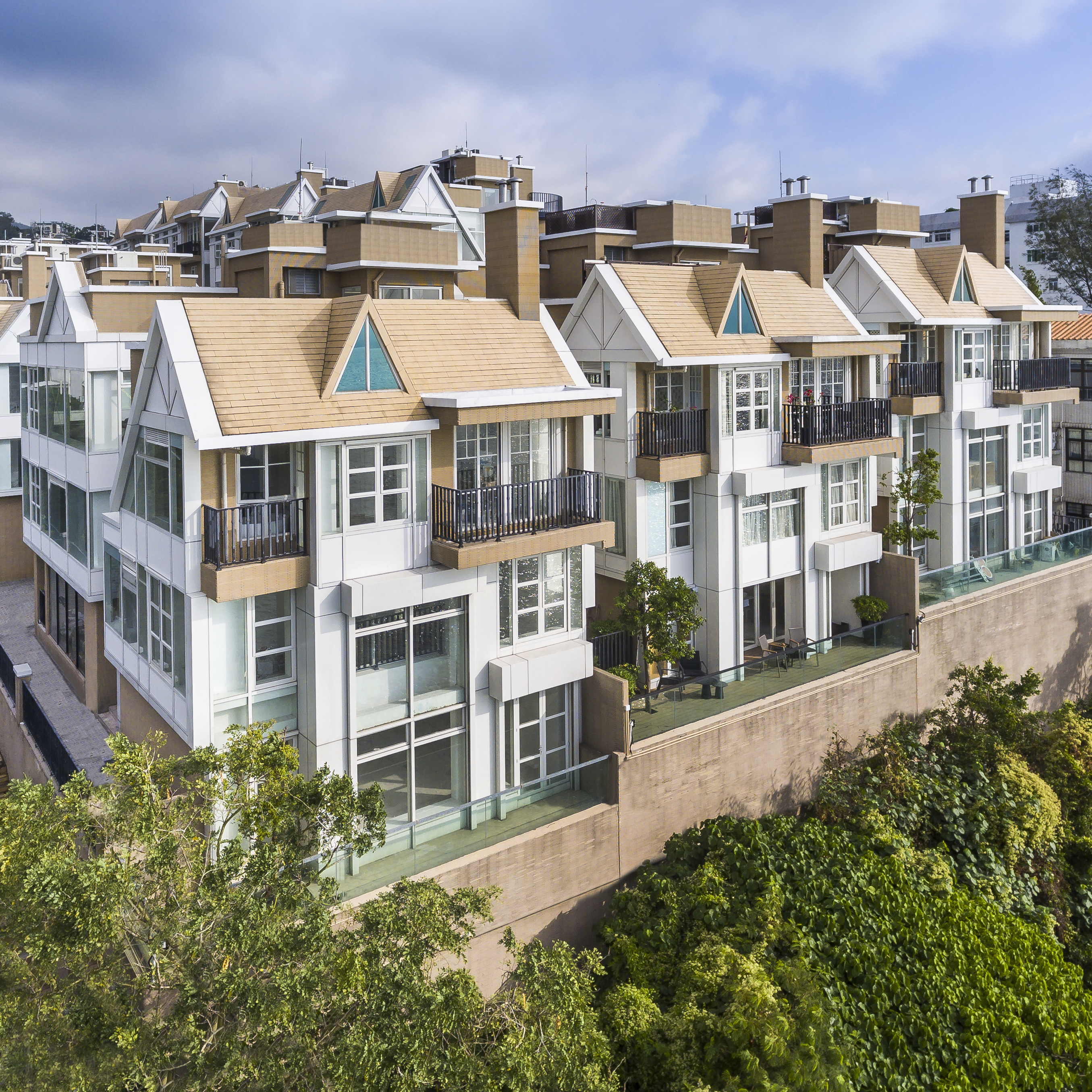
屯門小欖洋房美利海灣

裕泰興有限公司，由創辦人羅肇唐先生於一九六六年成立至今已50多年，為本地私人股份有限公司，亦是香港地產發展商之一，公司名之「裕」取自父親羅裕積的名字，「泰興」則意寓泰平興旺。羅肇唐先生將家族的大押生意行業發揚光大，包括經營著名當舖地標「和昌大押」，更在60年代轉型為地產發展商，成立初期以舊區重建發展房地產業務，繼而從事建築興建住宅、獨立洋房、商鋪、寫字樓及酒店等商業樓宇作長線投資。  
裕泰興過往發展及銷售項目超過200多個遍佈港九新界各地。除此以外，裕泰興更在70至80年代參與大型基建及文物保育項目，包括修建紅磡火車站，重建大埔舊墟汀角路香港省躬草堂。現時，公司主席由羅肇唐先生長子羅守弘博士出任。

## 参見
- 裕泰興家族
- 香港舊樓「釘王」羅肇唐 （页面存档备份，存于）
- 羅守弘
- 屯門小欖 樂翠街 美利海灣

## 外部連結
- 裕泰興官方網址（页面存档备份，存于）